# Geografie van Luxemburg

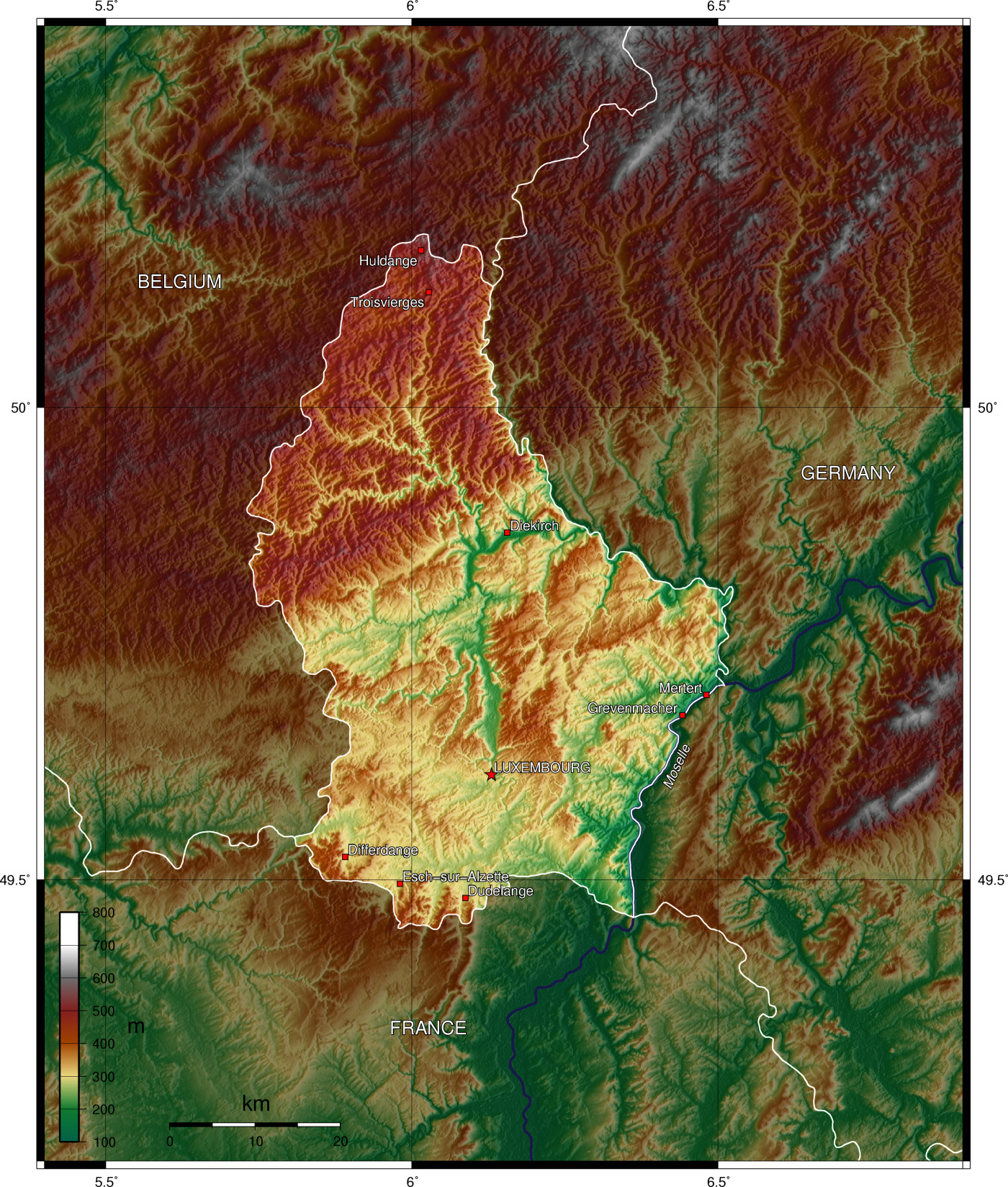
Het reliëf van Luxemburg

De geografie van Luxemburg geeft een geografisch en topografisch overzicht van Luxemburg weer.

## Algemeen
Luxemburg is een land in West-Europa dat grenst aan België, Duitsland en Frankrijk. De hoofdstad van het land is het gelijknamige Luxemburg. Luxemburg hanteert de Midden-Europese Tijd.

## Landschap
Het noordelijke deel van het land maakt deel uit van de Ardennen. Het gebied bestaat uit heuvels tussen de 400 en 500 m. Dit gebied heet ook wel het Ösling.
Het zuidelijke deel is minder ruig en hier past men meer landbouw toe. Dit gebied heet Gutland. In dit deel ligt ook de hoofdstad Luxemburg.

### Rivieren
Er stromen enkele rivieren door Luxemburg. Enkele zijn: de Moezel, de Our en de Sûre.

## Klimaat
Luxemburg heeft over het algemeen net als België en Nederland een gematigd zeeklimaat, maar omdat het land wordt beschut door de Ardennen neigt het klimaat ook iets naar een continentaal klimaat toe te gaan.
In het zuiden is het iets warmer dan in het noorden van het land. De gemiddelde jaartemperatuur is ongeveer 8°C. Er valt jaarlijks gemiddeld 740 mm neerslag. In het zuiden valt er minder neerslag dan in het noorden van het land. De maanden mei en juni zijn het zonnigst, maar juli en augustus zijn het warmst. In augustus en december valt de meeste neerslag.

## Statistieken
- Oppervlakte: 2.586 km²
- Inwoners: 537.039 (2013)
- Bevolkingsdichtheid: 190,2/km² (2009)
- Afstand van noord naar zuid: 82 km
- Afstand van west naar oost: 58 km
- Lengte van de grens: 359 km (België 148 km, Duitsland 138 km en Frankrijk 73 km.)
- Laagste punt: 129 m: Wasserbillig
- Hoogste punt: 560 m: Kneiff